# Ae.C.3.G
El Ae.C.3-G  fue un avión de turismo argentino biplaza, monoplano de ala baja, diseñado por el Instituto Aerotécnico de Argentina en 1934. 
Se trató de una pequeña serie derivada del Ae.C.3, en la cual se reemplazó el motor radial de la serie anterior por un motor en línea, y fue el primer avión de diseño argentino equipado con flaps. Se fabricaron tres unidades.
Su primer vuelo lo realizó el 21 de enero de 1936, con el piloto de pruebas teniente Pablo C. Passio.

## Descripción
Al igual que el Ae.C.3, el Ae.C.3-G fue un avión monoplano de turismo, de ala baja, sin cables ni montantes, biplaza de doble mando en tándem. La construcción del ala era de madera de pino spruce y compensado de abedul, con estructura monolarguera y revestimiento de tela. Los alerones, de gran alargamiento, tenían buen rendimiento aerodinámico. 
La diferencia con la serie anterior estaba dada por la nueva motorización, y la incorporación de los primeros flaps evaluados en un diseño argentino. Estos hipersustentadores se comandaban mecánicamente a través de una palanca instalada en el puesto del piloto, y facilitaban el aterrizaje y despegue en corto. Por otro lado, el diseño alar - efectuado estudiando los diseños de la NACA - permitían desarrollar velocidades sumamente bajas.
El motor, en tanto, era ahora un moderno diseño inglés de cuatro cilindros en línea, invertidos y refrigerados por aire, De Havilland "Gipsy Major" de 130 Hp a 2.350 rpm. Este accionaba una hélice bipala de madera de 2,06 m de diámetro.
El fuselaje estaba conformado por tubos de acero al cromo - molibdeno y para disminuir la resistencia aerodinámica se construyó en torno al fuselaje un envarillado que tenía por finalidad proporcionarle mejor forma de penetración. 
El revestimiento era de tela, con chapas de duraluminio en el capotado del motor. Las carlingas descubiertas, fueron equipadas con un techo de cabina y el tren de aterrizaje de tipo independiente llevaba un amortiguador oleoneumático, carenado y perfilado con chapas de duraluminio sobre el montante.
Los frenos de expansión de marca Bendix fueron comandados mecánicamente desde el puesto de pilotaje trasero. Los frenos podían actuar sobre ambas ruedas o separadamente, a fin de facilitar las maniobras en tierra. 
La deriva tenía un timón de dirección, de forma trapezoidal.
La capacidad de combustible era de 154 L, distribuidos en dos tanques en las alas, a ambos lados del fuselaje, y un tanque de gravedad delante del tablero de instrumentos.

## Especificaciones

### Características generales
- Tripulación: 2
- Longitud: 7,4 m (24,4 ft)
- Envergadura: 12,2 m (39,9 ft)
- Altura: 2,7 m (8,9 ft)
- Superficie alar: 16 m² (172,2 ft²)
- Peso vacío: 610 kg (1344,4 lb)
- Peso útil: 322 kg (709,7 lb)
- Peso máximo al despegue: 932 kg (2054,1 lb)
- Planta motriz: 1× motor en línea refrigerado por aire De Havilland "Gipsy Major".
  - Potencia: 97 kW (130 HP; 132 CV)
- Hélices: 1× bipala de madera por motor.
- Diámetro de la hélice: 2,06 m

### Rendimiento
- Velocidad máxima operativa (Vno): 200 km/h (124 MPH; 108 kt)
- Velocidad crucero (Vc): 165 km/h (103 MPH; 89 kt)
- Velocidad mínima controlable (Vmc): 65 km/h (40 MPH; 35 kt)
- Alcance: 800 km (432 nmi; 497 mi)
- Carga alar: 68 kg/m² (13,9 lb/ft²)